# 15 Arietis
Désignations
15 Arieris (en abrégé 15 Ari) est une étoile variable de la constellation du Bélier. 15 Arietis est sa désignation de Flamsteed ; elle porte également la désignation d'étoile variable AV Arietis. Elle a une magnitude apparente d'environ 5,7, ce qui la rend juste assez brillante pour être observée à l'œil nu dans le ciel nocturne des banlieues (selon l'échelle de Bortle). L'étoile présente une parallaxe annuelle de 4,89 mas mesurée par le satellite Gaia, ce qui indique qu'elle est distante d'environ ∼ 668 a.l. (∼ 205 pc) de la Terre. À cette distance, sa luminosité est réduite de 0,33 magnitude en raison de l'extinction due au gaz et à la poussière interstellaires. Elle s'éloigne du Système solaire à une vitesse radiale de +62 km/s.
15 Arietis est une géante rouge de type spectral M3III. Elle est 1,4 fois plus massive que le Soleil, tandis que son rayon est 87 ou 73,5 fois plus grand que le rayon solaire. Elle est 781 fois plus lumineuse que le Soleil et sa température de surface est de 3 565 K.
15 Arietis est une étoile variable semi-régulière à courte période de sous-type SRs. La période indiquée dans le General Catalogue of Variable Stars est de 5,032 jours. La photométrie à long terme révèle que la période de pulsation la plus forte est de 18,1 jours avec une amplitude de 0,028 en magnitude, tandis qu'une seconde dure 21,9 jours et a une amplitude de 0,030.